# バレーボールアジア選手権
アジアバレーボール選手権（Asian Senior Volleyball Championship）は、アジアバレーボール連盟が主催するナショナルチームの国際大会である。

## 歴史・概要
1975年に第1回大会がオーストラリアのメルボルンで男女両大会が開催された。女子は中国が圧倒的な力を見せ、1987年第4回大会以来10連覇を達成。2007年は日本が優勝し中国の11連覇を阻んだ。
同じ年にワールドカップが開催される場合は、優勝国と準優勝国がアジア代表として同大会に出場する。また、同じ年にワールドグランドチャンピオンズカップが開催される場合は、優勝国がアジア代表として同大会に出場する。さらに、2007年からは上位8チームが翌年に開催されるアジアカップに進出する。なお2021年は世界選手権アジア予選を兼ねる予定。

## 歴代成績

### 男子
- 数： 参加チーム数。

| 開催年           | 数 | 開催都市         | 優勝           | 準優勝         | 3位            |
| ---------------- | -- | ---------------- | -------------- | -------------- | -------------- |
| 1975年（第1回）  | 07 | メルボルン       | 日本           | 韓国           | 中国           |
| 1979年（第2回）  | 14 | マナーマ         | 中国           | 韓国           | 日本           |
| 1983年（第3回）  | 11 | 東京             | 日本           | 中国           | 韓国           |
| 1987年（第4回）  | 17 | クウェートシティ | 日本           | 中国           | 韓国           |
| 1989年（第5回）  | 19 | ソウル           | 韓国           | 日本           | 中国           |
| 1991年（第6回）  | 15 | パース           | 日本           | 韓国           | 中国           |
| 1993年（第7回）  | 16 | ナコンラチャシマ | 韓国           | カザフスタン   | 日本           |
| 1995年（第8回）  | 14 | ソウル           | 日本           | 中国           | 韓国           |
| 1997年（第9回）  | 17 | ドーハ           | 中国           | 日本           | オーストラリア |
| 1999年（第10回） | 14 | テヘラン         | 中国           | オーストラリア | 韓国           |
| 2001年（第11回） | 12 | 昌原             | 韓国           | オーストラリア | 日本           |
| 2003年（第12回） | 15 | 天津             | 韓国           | 中国           | イラン         |
| 2005年（第13回） | 18 | スパンブリー     | 日本           | 中国           | 韓国           |
| 2007年（第14回） | 17 | ジャカルタ       | オーストラリア | 日本           | 韓国           |
| 2009年（第15回） | 18 | マニラ           | 日本           | イラン         | 韓国           |
| 2011年（第16回） | 16 | テヘラン         | イラン         | 中国           | 韓国           |
| 2013年（第17回） | 21 | ドバイ           | イラン         | 韓国           | 中国           |
| 2015年（第18回） | 16 | テヘラン         | 日本           | イラン         | 中国           |
| 2017年（第19回） | 16 | スラバヤ         | 日本           | カザフスタン   | 韓国           |
| 2019年（第20回） | 16 | テヘラン         | イラン         | オーストラリア | 日本           |
| 2021年（第21回） | 16 | 千葉県           | イラン         | 日本           | 中華人民共和国 |
| 2023年（第22回） | 18 | ウルミア         | 日本           | イラン         | カタール       |

#### 優勝回数
| 優勝回数 | 国             | 年                                                         |
| -------- | -------------- | ---------------------------------------------------------- |
| 10回     | 日本           | 1975, 1983, 1987, 1991, 1995, 2005, 2009, 2015, 2017, 2023 |
| 4回      | 韓国           | 1989, 1993, 2001, 2003                                     |
| 4回      | イラン         | 2011, 2013, 2019, 2021                                     |
| 3回      | 中国           | 1979, 1997, 1999                                           |
| 1回      | オーストラリア | 2007                                                       |

### 女子
- 数： 参加チーム数。

| 開催年           | 数 | 開催都市               | 優勝      | 準優勝         | 3位       |
| ---------------- | -- | ---------------------- | --------- | -------------- | --------- |
| 1975年（第1回）  | 05 | メルボルン             | 日本00000 | 韓国           | 中国00000 |
| 1979年（第2回）  | 07 | 香港                   | 中国      | 日本           | 韓国      |
| 1983年（第3回）  | 09 | 福岡                   | 日本      | 中国           | 韓国      |
| 1987年（第4回）  | 11 | 上海                   | 中国      | 日本           | 韓国      |
| 1989年（第5回）  | 10 | 香港                   | 中国      | 日本           | 韓国      |
| 1991年（第6回）  | 14 | バンコク               | 中国      | 日本           | 韓国      |
| 1993年（第7回）  | 14 | 上海                   | 中国      | 日本           | 韓国      |
| 1995年（第8回）  | 09 | チエンマイ             | 中国      | 韓国           | 日本      |
| 1997年（第9回）  | 09 | マニラ                 | 中国      | 韓国           | 日本      |
| 1999年（第10回） | 09 | 香港                   | 中国      | 韓国           | 日本      |
| 2001年（第11回） | 09 | ナコンラチャシマ       | 中国      | 韓国           | タイ      |
| 2003年（第12回） | 10 | ホーチミン             | 中国      | 日本           | 韓国      |
| 2005年（第13回） | 12 | 太倉                   | 中国      | カザフスタン   | 日本      |
| 2007年（第14回） | 13 | ナコンラチャシマ       | 日本      | 中国           | タイ      |
| 2009年（第15回） | 14 | ハノイ                 | タイ      | 中国           | 日本      |
| 2011年（第16回） | 14 | 台北                   | 中国      | 日本           | 韓国      |
| 2013年（第17回） | 16 | ナコンラチャシマ       | タイ      | 日本           | 韓国      |
| 2015年（第18回） | 14 | 天津                   | 中国      | 韓国           | タイ      |
| 2017年（第19回） | 14 | ビニャン・モンテンルパ | 日本      | タイ           | 韓国      |
| 2019年（第20回） | 13 | ソウル                 | 日本      | タイ           | 韓国      |
| 2021年（第21回） | 07 | フィリピン             | 中止      | 中止           | 中止      |
| 2023年（第22回） | 14 | ナコンラチャシマ       | タイ      | 中華人民共和国 | 日本      |

#### 優勝回数
| 優勝回数 | 国   | 年                                                                           |
| -------- | ---- | ---------------------------------------------------------------------------- |
| 13回     | 中国 | 1979, 1987, 1989, 1991, 1993, 1995, 1997, 1999, 2001, 2003, 2005, 2011, 2015 |
| 5回      | 日本 | 1975, 1983, 2007, 2017、2019                                                 |
| 3回      | タイ | 2009, 2013,2023                                                              |

## 日本での放送について
2005年・2007年大会は日本テレビが放映権を獲得した。
- 2007年は女子決勝ラウンドのうち2戦を地上波ゴールデンタイムに中継。その他の試合も日本戦中心に日テレG+で中継される。

2021年男子大会はフジテレビが放映権を獲得した。
- 日本戦全試合をFODで生中継、フジテレビONEにて録画中継。最終戦はBSフジでも放送。

## 参考サイト
- アジア選手権大会（男子大会）
- アジア選手権大会（女子大会）